# Avrigus
Avrigus é uma banda de doom metal/gothic metal da Austrália, formada em 1995 na cidade de Sydney. Seus integrantes são Simon Gruer (ex-Cruciform) e Judy Chiara.

## Membros
Atuais
- Simon Gruer - guitarra, baixo e bateria
- Megan Tassaker - vocal

Ex-integrante
- Judy Chiara - vocal e piano

## Discografia
- The Final Wish (1998, EP)
- The Secret Kingdom (2001)[2]
- Beauty and Pain (2010, EP)